# Léon Thiércelin
Léon Thiércelin var en haitiiansk fægter som deltog i de olympiske lege 1900 i den individuelle konkurrence i fleuret og kårde.